# Confine tra Moldavia e Ucraina
Il confine tra la Moldavia e l'Ucraina descrive la linea di demarcazione tra questi due Stati. Ha una lunghezza di 939 km.

## Caratteristiche
La Moldavia è incuneata tra la Romania e l'Ucraina.
Il confine interessa la parte orientale della Moldavia e quella sud-occidentale dell'Ucraina. Ha un andamento generale da nord verso sud.
Inizia alla triplice frontiera tra Moldavia, Romania ed Ucraina collocata a nord della Moldavia e scende alla seconda triplice frontiera tra gli stessi stati collocata a sud.
Per un lungo tratto il confine corre lungo il Nistro. Per un altro lungo tratto il confine corre ad oriente del Nistro formando così la Transnistria, territorio ufficialmente appartenente alla Moldavia ma indipendente de facto.

## Valichi di frontiera

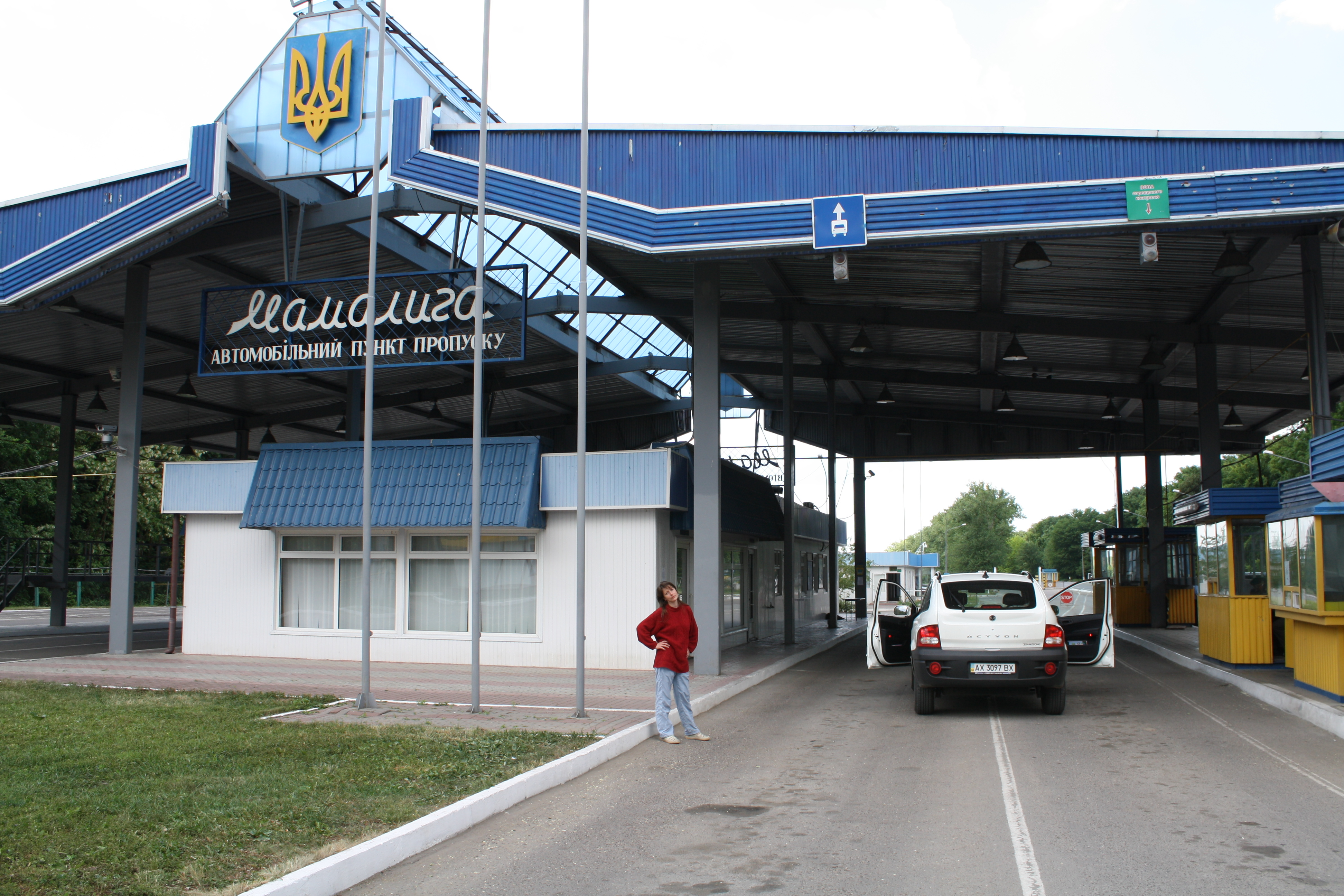
Valico di frontiera a Mamaliha, nell'oblast' di Černivci

Tra i due Stati, eccetto il tratto confinante con la Transnistria, esistono 31 valichi di frontiera dei quali 19 internazionali (12 stradali, 6 ferroviari e 1 fluviale), 5 interstatali (4 stradali e 1 fluviale) e 7 riservati ai residenti dei distretti confinanti (5 stradali e 2 fluviali).

## Storia
Il confine si è creato nel 1991 a seguito della dissoluzione dell'Unione Sovietica. Il confine ha de facto una non breve interruzione a causa della proclamazione d'indipendenza della Transnistria.
Durante l'Invasione russa dell'Ucraina del 2022, ai confini della Moldavia sono stati accolti circa 4.000 rifugiati ucraini.